# Sofia Ionescu-Ogrezeanu
Sofia Ionescu-Ogrezeanu (n. 25 aprilie 1920, Fălticeni, Suceava, România – d. 21 martie 2008, București, România) a fost prima femeie neurochirurg din România și din Sud-Estul Europei.

## Originea și studiile
Tatăl ei, Constantin Ogrezeanu, a fost casier la BNR Fălticeni. Mama, Maria Ogrezeanu, a fost casnică. Sofia, căreia i s-a mai zis și Gherghina, a urmat școala primară în orașul natal, la învățătoarea Spiridonescu, după care a făcut primele șase clase la Liceul de Fete Fălticeni și ultimele două la Școala Centrală de Fete „Marica Brâncoveanu” din București, unde a luat bacalaureatul în 1939.  În toamna aceluiași an a intrat la Facultatea de Medicină Umană din București, pe care o termină în 1945,  având șansa să lucreze alături de personalități precum Francisc Rainer, Prof. George Emil Palade, Prof. Alfred Rusescu, Prof. N. Ionescu-Sisești, și mulți alții. În timpul facultății, execută un prim stagiu de practică la oftalmologie. Al doilea stagiu îl face în 1943, în calitate de medic de circă rurală în comuna Baia, o localitate de lângă Fălticeni. De la 15 octombrie 1943 efectuează un stagiu de internat in Serviciul de Neurochirurgie din Spitalul nr. 9 din București, intrând în prima echipǎ neurchirurgicalǎ, consideratǎ echipa de aur, alături de prof. dr. Dimitrie Bagdasar, întemeietorul neurochirurgiei românești și doctorii Constantin Arseni și Ionel Ionescu (devenind din 1945 soțul domnișoarei doctor Sofia Ogrezeanu), care la acea dată erau medici secundari în cadrul specialitǎții.
Conform spuselor Sofiei Ionescu (într-un interviu TVR cu Eugenia Voda), recunoaște că a fost prima femeie neurochirurg, nu din lume, ci din sud-estul Europei.
Sofia Ionescu a decedat la vârsta de 88 de ani și a fost înmormântată la Cimitirul Bellu din București.

## Activitate profesională
Anul 1944, deși anul cumplitelor dezastre provocate de război, a însemnat totuși un moment decisiv în cariera Sofiei Ionescu. Se întâmpla ca, în urma frecventelor bombardamente asupra Bucureștilor, să fie aduși, în același timp, prea mulți răniți în raport cu numărul mic de medici care trebuia să le salveze viața.
În acest context, un copil rănit, pentru care intervenția chirurgicală era de maximă urgență, a fost adus într-un moment în care nici un medic nu era disponibil. Spre surprinderea tuturor, în special a doctorului Bagdasar, tânăra studentă s-a oferit să-l opereze, intervenție care s-a dovedit salvatoare și a fost recunoscută ca premieră mondială la Congresul Mondial al Femeilor Neurochirurg din 2005.
„Această operație - va mărturisi Sofia Ionescu - mi-a decis viața pentru 47 de ani înainte, cât am stat în neurochirurgie, și mi-a adus-o la 180 de grade față de ceea ce îmi propusesem eu, o viață liniștită de medic internist în orașul meu natal, Fălticeni”. 
În 1945 își susține doctoratul în medicină și chirurgie. În același an se căsătorește cu doctorul Ionel Ionescu, secundar neurochirurg, cu care a avut doi copii, Constantin (n. 26 februarie 1946) și Ioana (n. 27 iulie 1953). În 1946 participă la concursul de secundariat, în 1954 este încadrată medic primar la Clinica Spitalului „Dr. Gh. Marinescu”, iar în 1976 obține gradul de medic primar neurochirurg II.
În recomandarea dată de conducerea spitalului, se menționa că dr. Sofia Ionescu a contribuit la instruirea noilor medici, lăsând amprenta profesională asupra fiecăruia: rapiditatea, găsirea tehnicii celei mai bune, potrivită fiecărui caz. A lucrat în echipă, ani întregi, alături și de dr. Constantin Arseni.
A avut pacienți celebri, soțul Mariei Tănase, soția lui Gheorghe Gheorghiu-Dej, una dintre soțiile șeicului Zaed-Bin sultan al Nohaian din Abu-Dhabi, artiști, prinți, poeți, dar și mai mulți reprezentanți ai elitei comuniste.
Rodica Simionescu evocă numeroase momente din viața de neurochirurg a Sofiei Ionescu, toate la un loc oferindu-ne un profil moral și profesional complet, de personalitate distinsă, cunoscută în întreaga lume pentru contribuțiile sale remarcabile în domeniul neurochirurgiei, în special pentru operațiile pe măduva spinării și creier, și pentru lucrările sale științifice apărute în Acta chirurgica Belgica, Journal de chirurgie, Neurologia, Psihiatria, Neurologia, Neurochirurgia, Revue Roumaine d' Endocrinologie.
Numărul articolelor și comunicărilor prezentate în țară și în străinătate se ridică la aproape 120.

## Premii și Distincții
Pentru meritele deosebite dovedite încă din anii studenției, Sofia Ionescu a fost răsplătită cu Semnul de Distincție al Crucii Roșii (1943), cu insigna „Evidențiată în Munca Medico-Sanitară (1957), cu medalia „A XX-a Aniversare a Eliberării Patriei” (1964), cu medalia „25 de ani de la Proclamarea Republicii” (1972).
În 1996 primește Diploma de Onoare ANFDUR pentru merite de excepție, Premiul „Elisa Leonida Zamfirescu” și Diploma de Onoare a Confederației Naționale a Femeilor din România. Tot în acel an, 1996, devine membru al Societății Române de Istoria Medicinii, iar în 29 martie 1997, Membru Emerit al Academiei de Științe Medicale. I s-a decernat Diploma de Onoare a A.N.F.D.U.R., Premiul “Inginer Elisa Leonida Zamfirescu”, Diploma de Onoare pentru merite deosebite în promovarea științei și tehnicii în România, Diploma de Onoare a Societății de Istoria Medicinei, Diploma de Cetățean de Onoare al Municipilui Fălticeni și Medalia de Onoare a aceluiași municipiu, culminând cu acordarea celei mai înalte distincții din România, Steaua României, în grad de cavaler, pe care a primit-o la începutul lunii martie 2008.